# Маклин, Ленни
Леона́рд Джон МакЛи́н (англ. Leonard John McLean; 9 апреля 1949, Лондон, Великобритания — 28 июля 1998, там же) — британский актёр.
Родился в Лондоне и более известен в Англии как «The Guv’nor» и «the hardest man in Britain». Он не был профессиональным актёром. Подростком подвергался аресту и сидел в тюрьме. После освобождения промышлял профессиональными боями, а также работал вышибалой. И в 1992 он снова был арестован, за то, что человек, которого он вышвырнул из бара, скончался от полученных травм. После очередных 18 месяцев заключения он, наконец, занялся делом и появился как бутлегер Эдди Дэвис в британском телесериале «Удар».
Скончался от рака лёгких 28 июля 1998 года, не дожив ровно одного месяца до премьеры фильма «Карты, деньги, два ствола» с его участием. Фильм посвящён его памяти.